# Percy Jackson & kẻ cắp tia chớp
Percy Jackson & kẻ cắp tia chớp (Percy Jackson & the Olympians: The Lightning Thief) là một phim hài thần thoại-viễn tưởng của đạo diễn Chris Columbus làm năm 2009, công chiếu ngày 12 tháng 2 năm 2010 tại Bắc Mỹ.

## Nội dung
Phim khởi đầu với lời tuyên chiến của thần Zeus với thần Poseidon về khả năng xảy ra cuộc chiến giữa các vị thần trên đỉnh Olympus vì việc có lời buộc tội Percy Jackson, con của Poseidon đã đánh cắp lưỡi tầm sét của mình. Và cậu bé Percy buộc phải lao vào công cuộc phiêu lưu nhằm ngăn chặn cuộc chiến có thể mang lại thảm họa này cho loài người. Một số tình tiết: Percy có khả năng nín thở dưới nước rất lâu, chạm vào nước cậu sẽ lành vết thương, nhìn đổi mã tự và nghe lời dặn từ cha - thần Posiedon(cũng như các Á thần khác). Vì là con trai của thần biển cả cậu cũng có thể điều khiển nước.Grover Underwood bạn của Percy là một thần bảo hộ, đã đưa cậu vô trường học cho các Á thần, và cậu đã gặp Annabeth Chase con gái thần Athena. Vì hiểu lầm Hades, anh thần Zeus đã sai thần bò Minotaur giết mẹ Percy, bắt cậu phải giao nộp thanh sét. Bộ ba lao vào cuộc tìm kiếm 3 viên ngọc nhằm cứu mẹ Percy từ địa ngục. Thủ phạm chính là con trai thần Hermes - Luke, cậu ta muốn các thần tiêu diệt lẫn nhau đẻ đưa các titan lên nắm quyền.

## Bảng phân vai

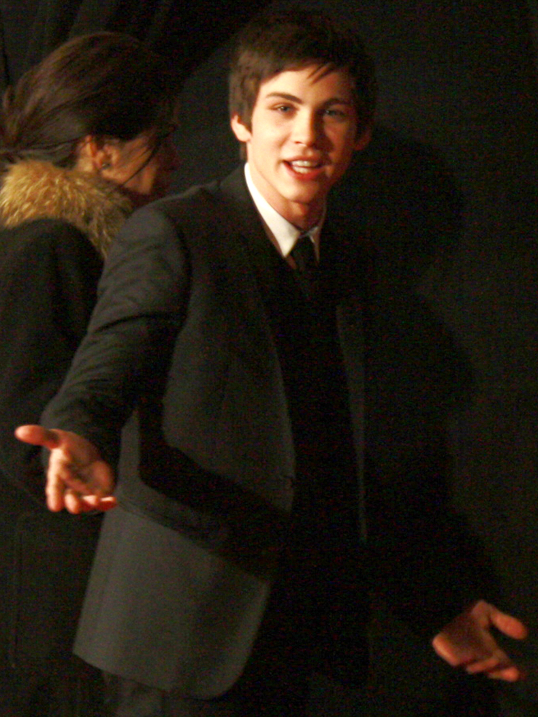
Logan Lerman, vai chính, trong ngày ra mắt phim

| Nhân vật                      | Tập phim                                                  | Tập phim                                                    |
| Nhân vật                      | Percy Jackson & the Olympians: The Lightning Thief (2010) | Percy Jackson and the Olympians: The Sea of Monsters (2013) |
| Nhân vật chính                | Nhân vật chính                                            | Nhân vật chính                                              |
| ----------------------------- | --------------------------------------------------------- | ----------------------------------------------------------- |
| Percy Jackson                 | Logan Lerman                                              | Logan Lerman                                                |
| Annabeth Chase                | Alexandra Daddario                                        | Alexandra Daddario                                          |
| Grover Underwood              | Brandon T. Jackson                                        | Brandon T. Jackson                                          |
| Các vị thần trên đỉnh Olympus |                                                           |                                                             |
| Zeus                          | Sean Bean                                                 |                                                             |
| Poseidon                      | Kevin McKidd                                              | Kevin McKidd                                                |
| Hades                         | Steve Coogan                                              |                                                             |
| Athena                        | Melina Kanakaredes                                        |                                                             |
| Hermes                        | Dylan Neal                                                | Dylan Neal                                                  |
| Persephone                    | Rosario Dawson                                            |                                                             |
| Hera                          | Erica Cerra                                               |                                                             |
| Demeter                       | Stefanie von Pfetten                                      |                                                             |
| Apollo                        | Dimitri Lekkos                                            |                                                             |
| Artemis                       | Ona Grauer                                                |                                                             |
| Mr. D/Dionysus                | Luke Camilleri                                            | Luke Camilleri                                              |
| Ares                          | Ray Winstone                                              | Ray Winstone                                                |
| Aphrodite                     | Serinda Swan                                              |                                                             |
| Hephaestus                    | Conrad Coates                                             |                                                             |
| Sinh vật huyền thoại          |                                                           |                                                             |
| Chiron                        | Pierce Brosnan                                            | Pierce Brosnan                                              |
| Tyson                         |                                                           | Douglas Smith                                               |
| Medusa                        | Uma Thurman                                               |                                                             |
| Charon                        | Julian Richings                                           |                                                             |
| Mrs. Dodds/Alecto             | Maria Olsen                                               |                                                             |
| Á thần                        |                                                           |                                                             |
| Luke Castellan                | Jake Abel                                                 | Jake Abel                                                   |
| Clarisse La Rue               |                                                           | Leven Rambin                                                |
| Con người                     |                                                           |                                                             |
| Sally Jackson                 | Catherine Keener                                          | Catherine Keener                                            |
| Gabe Ugliano                  | Joe Pantoliano                                            |                                                             |

## Sản xuất

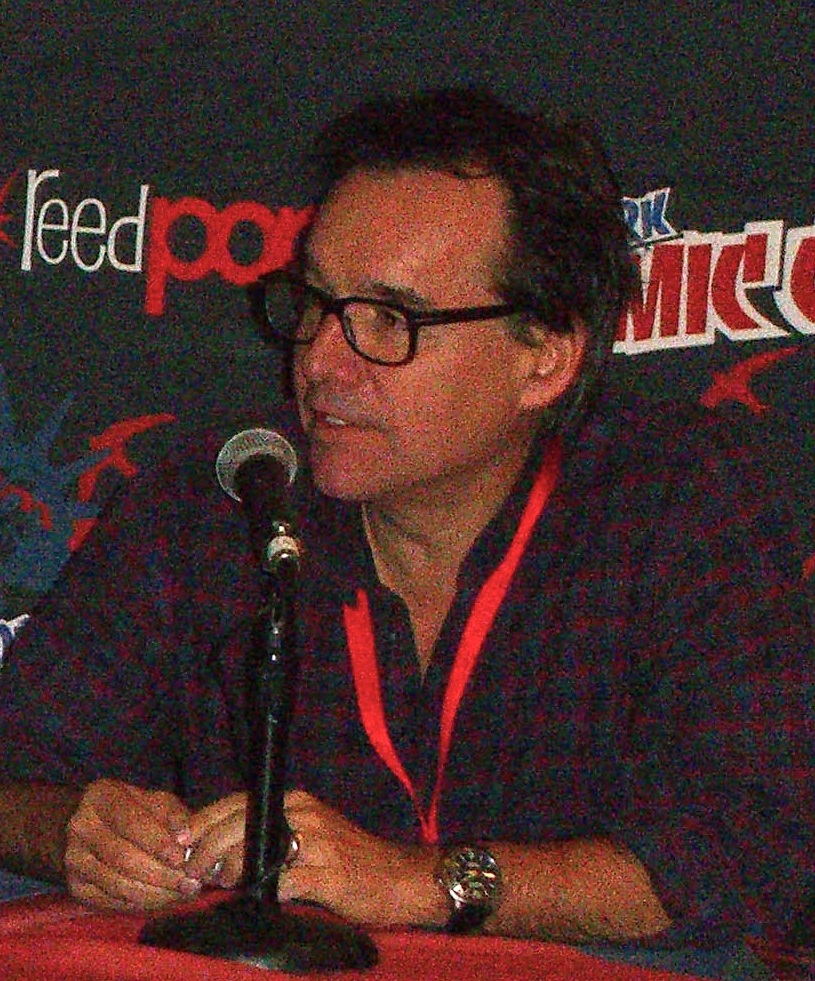
Chris Columbus, đạo diễn, nhà sản xuất của bộ phim

Vào tháng 6 năm 2004, 20th Century Fox đã mua bản quyến chuyển thể thành phim điện ảnh của bộ sách. Tháng 4, 2007, đạo diễn Chris Columbus được chọn để thực hiện dự án này. Bộ phim khởi quay vào tháng 4 năm 2009 tại Vancouver. Một phần của bộ phim cũng được quay tại đền Parthenon thuộc Nashville, Tennessee, một bản sao đền Parthenon của Athens. Phim đóng máy vào sáng 25 tháng 7 năm 2009 tại Mission, British Columbia. Một số cảnh bổ sung được quay thêm tại Brooklyn, New York trong suốt tuần đầu tiên của tháng 8 năm 2009. Việc dựng phim kỹ thuật số bắt đầu ở San Francisco vào tháng 11 năm 2009. Christophe Beck thực hiện viết nhạc cho bộ phim.

## Đón nhận

### Doanh thu phòng vé
Bộ phim được công chiếu vào ngày 12 tháng 2 năm 2010, tai 3.356 phòng chiếu; thu được doanh thu tuần đầu tại Mỹ là $31.236.067, đứng vị trí thứ ba sau The Wolfman, ở vị trí thứ hai với doanh thu $31.479.235 và Valentine's Day, thứ nhất với $56.260.707 thu được. Bộ phim đã có một tuần khởi chiếu rất mạnh và đạt được doanh thu tuần đầu cao nhất ở thể loại giả tưởng mà không phải thuộc các series Harry Potter, Chronicles of Narnia, Lord of the Rings. Vào ngày 14 tháng 9 năm 2010, phim đã thu về được $88.768.303 tại thị trường Hoa Kỳ cùng với $137.728.906 tại thị trường thế giới, tổng doanh thu của bộ phim là $226.497.209.

### Giải thưởng và đề cử
| Giải thưởng             | Hạng mục/Người nhận                              | Kết quả | Refff         |
| ----------------------- | ------------------------------------------------ | ------- | ------------- |
| 2010 MTV Movie Awards   | Breakthrough Performance Logan Lerman            | Đề cử   | [ 17 ]        |
| 2010 MTV Movie Awards   | Best Fight Logan Lerman vs. Jake Abel            | Đề cử   | [ 17 ]        |
| Teen Choice Awards 2010 | Choice Movie Actress: Fantasy Rosario Dawson     | Đề cử   | [ 18 ] [ 19 ] |
| Teen Choice Awards 2010 | Choice: Breakout Female Alexandra Daddario       | Đề cử   | [ 18 ] [ 19 ] |
| Teen Choice Awards 2010 | Choice: Breakout Male Logan Lerman               | Đề cử   | [ 18 ] [ 19 ] |
| Teen Choice Awards 2010 | Choice: Fight Logan Lerman vs. Jake Abel         | Đề cử   | [ 18 ] [ 19 ] |
| 37th Saturn Awards      | Best Performance by a Younger Actor Logan Lerman | Đề cử   | [ 20 ]        |
| 2010 Scream Awards      | Best Cameo "Rosario Dawson"                      | Đề cử   | [ 21 ]        |

## Nhạc phim
Tất cả nhạc phẩm được soạn bởi Christophe Beck.
| STT | Nhan đề                 | Thời lượng |
| --- | ----------------------- | ---------- |
| 1.  | "Prelude"               | 2:29       |
| 2.  | "The Minotaur"          | 5:09       |
| 3.  | "Chiron"                | 2:02       |
| 4.  | "Victory"               | 1:32       |
| 5.  | "The Fury"              | 2:16       |
| 6.  | "Dyslexia"              | 1:02       |
| 7.  | "The Hydra"             | 6:54       |
| 8.  | "Medusa"                | 2:43       |
| 9.  | "Son of Poseidon"       | 1:57       |
| 10. | "The Parthenon"         | 3:42       |
| 11. | "Hollywood"             | 2:32       |
| 12. | "Lost Souls"            | 2:35       |
| 13. | "Fighting Luke, Part 1" | 3:54       |
| 14. | "Fighting Luke, Part 2" | 2:47       |
| 15. | "Hades"                 | 2:47       |
| 16. | "Mount Olympus"         | 1:27       |
| 17. | "Poseidon"              | 3:07       |
| 18. | "Homecoming"            | 3:06       |
| 19. | "End Credits"           | 7:12       |

Các bài hát trong phim
| STT | Nhan đề                      | Phổ nhạc        | Thời lượng |
| --- | ---------------------------- | --------------- | ---------- |
| 1.  | "Highway to Hell"            | AC/DC           | 3:28       |
| 2.  | "I'll Pretend"               | Dwight Yoakam   | 2:22       |
| 3.  | "A Little Less Conversation" | Elvis Presley   | 3:30       |
| 4.  | "Poker Face"                 | Lady Gaga       | 3:58       |
| 5.  | "Mama Told Me (Not to Come)" | Three Dog Night | 2:58       |
| 6.  | "Tik Tok"                    | Kesha           | 3:21       |

## Trò chơi điện tử
Một phiên bản trò chơi điện tử dựa trên bộ phim được hãng Activision phát hành trên Nintendo DS vào ngày 11 tháng 2 năm 2010. GameZone đã chấm trò chơi này đạt mức 6/10 Trên Metacritic, các trò chơi thường được nhận xét từ 100 nhà phê bình, trò chơi này đạt được 56 điểm (trung bình) dựa trên 6 nhận xét.

## Truyền thông tại nhà
Bộ phim được phát hành dưới dạng DVD và Blu-ray vào ngày 29 tháng 6 năm 2010. Bộ phim đã lọt vào top của bange xếp hạng doanh số DVD với $13.985.047 thu được trong tuần đầu tiên. Tháng 10, 2011, phim đã bán 2.087.368 DVD cùng với doanh thu khoảng 38 triệu đôla.

## Tập tiếp theo
Tháng 10, 2011, 20th Century Fox thông báo phần tiếp theo sẽ dựa trên tập thứ hai của bộ truyện, The Sea of Monsters, và được công chiếu vào ngày 7 tháng 8 năm 2013.